# Lesnica
Lesnica je obec na Slovensku, v okrese Stará Ľubovňa v Prešovském kraji. Území obce se nachází na okraji Pieninského národního parku a sousedí s Polskem.
Žije zde 494 obyvatel. V obci je římskokatolický kostel svatého Michala.